# Mykola Lebed
Mykola Lebed (ukrainisch Микола Лебідь; englisch Mikolai Lebed; * 23. November 1909 in Nowi Strilyschtscha, Österreich-Ungarn; † 19. Juli 1998 in Pittsburgh, USA) war ein ukrainischer Offizier und nationalistischer Politiker, ein Nazi-Kollaborateur und Terrorist, der an der Ermordung der Juden in Wolhynien beteiligt war.

## Leben
Lebed führte die Jugendorganisation der Organisation Ukrainischer Nationalisten (OUN) in den Jahren 1930 bis 1932. In den folgenden Jahren war er Kontaktperson zwischen der OUN-Führung im Exil und den Mitgliedern in Galizien. 1934 wurde Lebed von der Justiz der Zweiten Polnischen Republik zum Tode verurteilt für seine Beteiligung an der Tötung des Innenministers Bronisław Pieracki. Seine Verurteilung wurde in eine Lebenslange Freiheitsstrafe geändert. Beim deutschen Überfall auf Polen 1939 konnte er aus dem Gefängnis fliehen und schloss sich der Bandera-Fraktion (OUN-B) der nun geteilten OUN an. Lebed spielte eine wichtige Führungsrolle in der Ukrainischen Aufständischen Armee (UPA). Er war Gründer des Ukrainian Supreme Liberation Council (UHVR) und stellte ab 1943/44 Kontakte zu den westlichen Alliierten her.
Nach der Inhaftierung Banderas in Berlin und Sachsenhausen übernahmen Lebed, Roman Schuchewytsch, Dmytro Kljatschkiwskyj und andere die Leitung der OUN-B/UPA und haben Morde an Juden und Polen direkt vor Ort angeordnet und die „Säuberung“ der Westukraine koordiniert. Er war Leiter einer von Bandera gegründeten Gruppe („Sluzhba Bezpeky“), welche für Morde und Attentate gegen innerparteiliche Widersacher, Polen, Juden und Russen verantwortlich ist.
Das Kriegsende erlebte er in Rom. 1949 ließ Lebed sich in den USA mit Hilfe der CIA nieder und führte mit deren Unterstützung u. a. im Rahmen deren Projekts AERODYNAMIC (Operation "Prolog") den Kampf für eine von der Sowjetunion unabhängige Ukraine weiter. Ab 1953 war Lebed an der Leitung des von der CIA finanzierten Emigrantenverlags Prolog beteiligt, der nationalistische, antikommunistische und geschichtsrevisionistische Literatur verbreitete. Er residierte zeitweise als selbsternannter Außenminister in München. Lebed verstarb am 19. Juli 1998 in Pittsburgh, USA und wurde auf dem ukrainisch-orthodoxen St.-Andrew-Friedhof in South Bound Brook, New Jersey beerdigt.

## Werke
- UPA - Ukrains'ka povstans'ka armija, 1946.[9]